# خان أسمانجرد
خان أسمانجرد (بالفارسية: کاروانسرای آسمانجرد) هو خان تاريخي يعود إلى عصر السلالة الصفوية، ويقع في مقاطعة جهرم.